# Gary North
Gary Kilgore North (Horn Lake, Misisipi, 11 de febrero de 1942 - Georgia, 24 de febrero de 2022) fue un escritor paleolibertario estadounidense, historiador económico de la Escuela Austriaca y figura destacada del movimiento reconstruccionista cristiano. North ha sido autor o coautor de más de cincuenta libros sobre temas que incluyen la teología, la economía y la historia de los protestantes reformados. Es un académico asociado del Instituto Ludwig von Mises.
Es conocido por su defensa de la economía bíblica o "radicalmente libertaria" y también como teórico del dominionismo y la teonomía. Apoya el establecimiento y la aplicación del derecho religioso basada en la Biblia, una opinión que lo ha puesto en conflicto con otros libertarios. Él cree que la pena capital es un castigo apropiado para la homosexualidad masculina, el adulterio, la blasfemia y una variedad de otros delitos.

## Educación y antecedentes
North creció en el sur de California, hijo del agente especial del FBI Samuel W. North, Jr. y su esposa, Peggy. North se convirtió al cristianismo en la escuela secundaria y comenzó a frecuentar librerías conservadoras en el área de Los Ángeles durante sus años universitarios. Entre 1961 y 1963, mientras estudiaba en la Universidad de California en Riverside, North se familiarizó con los trabajos de Wilhelm Röpke, Rose Wilder Lane, Cornelius Van Til, los economistas de la Escuela Austriaca Eugen Böhm von Bawerk, Ludwig von Mises, F. A. Hayek y Murray Rothbard, y también leyó las obras del filósofo calvinista Rousas John Rushdoony. Más tarde se casó con la hija de Rushdoony, colaboró con él y elogió a Rushdoony en una publicación de blog en LewRockwell.com.

## Carrera
A partir de 1967, North se convirtió en colaborador de la revista libertaria The Freeman, donde había leído por primera vez el trabajo de Ludwig von Mises y Friedrich Hayek. En la década de 1970, fue director de seminarios de la Fundación para la Educación Económica (FEE). North recibió un Ph. D. en historia de la Universidad de California en Riverside en 1972. Su tesis de titulación fue El concepto de propiedad en la Nueva Inglaterra puritana, 1630-1720.
Se desempeñó como asistente de investigación del congresista republicano libertario Ron Paul en el primer mandato de Paul (1976). North es un colaborador habitual del sitio web LewRockwell.com, que enumera un extenso archivo de sus artículos allí. El propio sitio web de North, Garynorth.com, publica comentarios sobre cuestiones religiosas, sociales y políticas y ofrece acceso de pago a asesoramiento sobre inversiones y otro contenido premium. North también publica un blog llamado Deliverance from Debt que brinda consejos sobre el alivio de la deuda. Otro sitio web de North, "Free Christian Curriculum", busca proporcionar un plan de estudios cristiano gratuito de educación en el hogar para niños de 3 a 12 años.

### Plan de estudios Ron Paul
Además, North ofrece el plan de estudios Ron Paul, un plan de estudios en línea de educación en el hogar asociado con el excongresista estadounidense Ron Paul, que es gratuito para los grados K-5 y está disponible para miembros pagados de los grados 6-12. Como Director de Desarrollo Curricular, North ha delineado cuatro objetivos del proyecto educativo: proporcionar un "estudio detallado" de la "historia de la libertad"; enseñar un "conocimiento profundo de la economía austriaca"; sirviendo como "un plan de estudios académicamente riguroso que está vinculado a material de fuente primaria" en lugar de libros de texto; y la enseñanza del "principio bíblico del autogobierno y la responsabilidad personal", que North llama "la base de la economía de mercado".

## Metodología económica cristiana basada en la Biblia
North ha escrito que el "punto de partida para todo análisis económico" radica en aceptar que "Dios [ha] maldecido la tierra" en el Libro de Génesis 3: 17-19; esto "hizo de la escasez un hecho ineludible de la existencia del hombre". En su Dominion Covenant: Genesis de 1982, North escribió que la corriente principal de la economía moderna, ya sea libertaria, conservadora o progresista, está "en desintegración" porque es "humanista" en su enfoque y, en consecuencia, rechaza la noción de que la "revelación bíblica" es necesaria para una teoría económica firme. También escribió que la economía "debe comenzar con la historia [bíblica] de la creación" si no quiere colapsar en un "caos total".

## Propuesta de un orden político y social "teocrático cristiano"
Un artículo de 2011 en The New York Times identificó a North como una figura central en el reconstruccionismo cristiano, la filosofía que aboga por la institución de "una teocracia cristiana bajo la ley del Antiguo Testamento [como] la mejor forma de gobierno, y uno radicalmente libertario". North ha escrito: "Ciertamente creo en la teocracia bíblica".
El artículo también describió a North como "el principal proponente de la 'economía cristiana', que aplica los principios bíblicos a los problemas económicos y el libre mercado". North apoya la abolición del sistema bancario de reserva fraccionaria y el regreso al patrón oro. Según el New York Times, North cree que la Biblia prohíbe la inflación, los programas de asistencia social y también escribe que "Dios preferiría el dinero en oro al papel".

### Rango de delitos capitales
North favorece la pena capital para una variedad de delincuentes, incluidos asesinos, blasfemos, niños que maldicen a sus padres, hombres homosexuales y otras personas que cometen algunos de los actos considerados delitos capitales en el Antiguo Testamento. (North cree que la pena de muerte por romper el sábado y algunos otros delitos ya no se aplica.) North declaró que la advertencia bíblica de matar homosexuales en el Libro de Levítico es la "ley de Dios y su sanción moralmente apropiada", argumentando que "Dios es de hecho un homófobo" que "odia la práctica [de la homosexualidad] y aquellos que la practican" y "odia el pecado y odia al pecador".
North ha dicho que la pena capital debe llevarse a cabo mediante lapidación, porque es el método de ejecución aprobado bíblicamente y es barato debido al suministro abundante y conveniente de piedras.

### Libertad religiosa
North ha dicho: "Debemos usar la doctrina de la libertad religiosa para lograr la independencia de las escuelas cristianas hasta que capacitemos a una generación de personas que sepan que no hay neutralidad religiosa, ni ley neutral, ni educación neutral, ni gobierno civil neutral. Luego se ocuparán en la construcción de un orden social, político y religioso basado en la Biblia que finalmente niega la libertad religiosa de los enemigos de Dios".
Adam C. English sugiere que esta cita implica que "la libertad religiosa es una herramienta útil para los cristianos en el presente, sin embargo, en última instancia, se le debe negar a cualquiera que no sea cristiano una vez que los cristianos estén en el poder". English sostiene que, aunque esto puede parecer inconsistente (abogando por la libertad religiosa pero negando la realidad de la noción), North y sus compañeros reconstruccionistas entienden la "libertad" en un sentido teológico. Según los reconstruccionistas, "cualquiera que esté fuera de la fe cristiana está en servidumbre", por lo que "el gobierno mediante una teonomía rigurosa no es opresivo sino liberador".

## Y2K
North también fue un prominente promotor de predicciones exageradas de fallas informáticas a partir del problema del año 2000 (Y2K) durante finales de la década de 1990, lo que le valió el sobrenombre de "Scary Gary" (en español, "asustadizo Gary"). Su sitio web principal quedó dominado por enlaces a predicciones extremistas sobre los daños del año 2000, incluido el colapso generalizado de gobiernos e instituciones financieras. North declaró en su página de inicio que el año 2000 "puede ser el mayor problema al que se haya enfrentado el mundo moderno" y calificó al 2000 como "El año en que la Tierra se detiene".
Los críticos dijeron que la motivación de las predicciones de North estaba relacionada con sus objetivos reconstruccionistas cristianos, que requieren un colapso social generalizado para preparar el escenario para un nuevo orden teocrático. North hizo explícita la conexión en sus comunicaciones con sus compañeros reconstruccionistas: "La crisis del año 2000 es sistémica. No es posible que se solucione. Creo que acabará con todos los gobiernos nacionales de Occidente. No solo los modificará, los destruirá ... Esto es lo que he querido toda mi vida adulta. En mi opinión, Y2K es nuestra liberación".

## Publicaciones

### Institute for Christian Economics
North es el fundador del Institute for Christian Economics (I.C.E.), que publica libros y revistas en línea que se centran en la ética cristiana. ICE, junto con Dominion Press en Tyler, Texas, son fuentes importantes de publicaciones reconstruccionistas.

### Libros y boletines
North ha sido autor o coautor de más de cincuenta libros, muchos de los cuales están disponibles para su descarga gratuita. Durante muchos años, North ha sido el autor y editor del boletín The Remnant Review. También proporciona Gary North's Reality Check, un boletín electrónico gratuito.

### Cine documental y educativo
- Unknown History of the 20th Century (DVD) (2006) OCLC 213272975.